# Giuseppe Maselli-Campagna
Giuseppe Lonardo Francesco Maselli-Campagna (Acquaviva delle Fonti, 24 settembre 1860 – Bari, 31 marzo 1932) è stato un avvocato, storico e bibliotecario italiano.

## Biografia
Figlio di Domenico Maselli, proprietario terriero di Acquaviva delle Fonti, e Maria Donata Campagna da Montrone, dopo aver studiato a Molfetta e a Napoli si laureò in giurisprudenza a Bologna nel 1883. Fu allievo di Giovanni Bovio ed ebbe rapporti con Benedetto Croce, Ottavio Serena, Giustino Fortunato, Armando Perotti e Giovanni Battista Beltrani. Diresse diverse riviste letterarie napoletane e baresi come Spartaco (1895) e fu redattore de Il ribelle, Japigia, e La bandiera. Nel 1914 fondò la prestigiosa rivista Archivio pugliese del risorgimento italiano. Fu vicedirettore e direttore della Biblioteca nazionale Sagarriga Visconti-Volpi di Bari.

## Opere principali
- L'avvocheria e la donna, Bologna, Azzoguidi, 1885.
- Saggio storico sulle colonie in Italia, Trani, Vecchi, 1887.
- In difesa di Domenico Giorgi contro Ignazio Giorgi, appello in tema di giuramento decisorio, Bari, Stab. Tip. Unione, s.a. [1911].
- La setta dei carbonari in Bari nel 1820, Bari, Stab. Tip. Unione, s.a. [1911].
- Le origini della stampa in Bari, breve cenno storico, Bari, Giuseppe Laterza e Figli, 1931.